# Mecze reprezentacji Polski w piłce nożnej mężczyzn prowadzonej przez Franciszka Smudę
Zestawienie spotkań Reprezentacji Polski pod wodzą Franciszka Smudy.

## Oficjalne międzynarodowe spotkania
| Nr | Przeciwnik               | Miejsce    | Data                 | Impreza                     | Wynik (Polska – przeciwnik) | Przypisy             |
| -- | ------------------------ | ---------- | -------------------- | --------------------------- | --------------------------- | -------------------- |
| 1  | Rumunia                  | Warszawa   | 14 listopada 2009    | mecz towarzyski             | 0:1                         | [ 1 ]                |
| 2  | Kanada                   | Bydgoszcz  | 18 listopada 2009    | mecz towarzyski             | 1:0                         | [ 2 ]                |
| 3  | Dania                    | Korat      | 17 stycznia 2010     | Puchar Króla Tajlandii 2010 | 1:3                         | [ 3 ]                |
| 4  | Tajlandia                | Korat      | 20 stycznia 2010     | Puchar Króla Tajlandii 2010 | 3:1                         | [ 4 ]                |
| 5  | Singapur                 | Korat      | 23 stycznia 2010     | Puchar Króla Tajlandii 2010 | 6:1                         | [ 5 ]                |
| 6  | Bułgaria                 | Warszawa   | 3 marca 2010         | mecz towarzyski             | 2:0                         | [ 6 ]                |
| 7  | Finlandia                | Kielce     | 29 maja 2010         | mecz towarzyski             | 0:0                         | [ 7 ]                |
| 8  | Serbia                   | Kufstein   | 2 czerwca 2010       | mecz towarzyski             | 0:0                         | [ 8 ]                |
| 9  | Hiszpania                | Murcja     | 8 czerwca 2010       | mecz towarzyski             | 0:6                         | [ 9 ]                |
| 10 | Kamerun                  | Szczecin   | 11 sierpnia 2010     | mecz towarzyski             | 0:3                         | [ 10 ] [ 11 ]        |
| 11 | Ukraina                  | Łódź       | 4 września 2010      | mecz towarzyski             | 1:1                         | [ 12 ]               |
| 12 | Australia                | Kraków     | 7 września 2010      | mecz towarzyski             | 1:2                         | [ 13 ]               |
| 13 | Stany Zjednoczone        | Chicago    | 9 października 2010  | mecz towarzyski             | 2:2                         | [ 14 ]               |
| 14 | Ekwador                  | Montreal   | 12 października 2010 | mecz towarzyski             | 2:2                         | [ 15 ]               |
| 15 | Wybrzeże Kości Słoniowej | Poznań     | 17 listopada 2010    | mecz towarzyski             | 3:1                         | [ 16 ]               |
| 16 | Bośnia i Hercegowina     | Antalya    | 10 grudnia 2010      | mecz towarzyski             | 2:2                         | [ 17 ]               |
| 17 | Mołdawia                 | Algarve    | 6 lutego 2011        | mecz towarzyski             | 1:0                         | [ 18 ]               |
| 18 | Norwegia                 | Faro       | 9 lutego 2011        | mecz towarzyski             | 1:0                         | [ 19 ]               |
| 19 | Litwa                    | Kowno      | 25 marca 2011        | mecz towarzyski             | 0:2                         | [ 20 ]               |
| 20 | Grecja                   | Pireus     | 29 marca 2011        | mecz towarzyski             | 0:0                         | [ 21 ]               |
| 21 | Argentyna                | Warszawa   | 5 czerwca 2011       | mecz towarzyski             | 2:1                         | [ 22 ]               |
| 22 | Francja                  | Warszawa   | 9 czerwca 2011       | mecz towarzyski             | 0:1                         | [ 23 ]               |
| 23 | Gruzja                   | Lubin      | 10 sierpnia 2011     | mecz towarzyski             | 1:0                         | [ 24 ]               |
| 24 | Meksyk                   | Warszawa   | 2 września 2011      | mecz towarzyski             | 1:1                         | [ 25 ]               |
| 25 | Niemcy                   | Gdańsk     | 6 września 2011      | mecz towarzyski             | 2:2                         | [ 26 ]               |
| 26 | Korea Południowa         | Seul       | 7 października 2011  | mecz towarzyski             | 2:2                         | [ 27 ]               |
| 27 | Białoruś                 | Wiesbaden  | 11 października 2011 | mecz towarzyski             | 2:0                         | [ 28 ]               |
| 28 | Włochy                   | Wrocław    | 11 listopada 2011    | mecz towarzyski             | 0:2                         | [ 29 ]               |
| 29 | Węgry                    | Poznań     | 15 listopada 2011    | mecz towarzyski             | 2:1                         | [ 30 ]               |
| 30 | Bośnia i Hercegowina     | Antalya    | 16 grudnia 2011      | mecz towarzyski             | 1:0                         | [ 31 ]               |
| 31 | Portugalia               | Warszawa   | 29 lutego 2012       | mecz towarzyski             | 0:0                         | [ 32 ]               |
| 32 | Łotwa                    | Klagenfurt | 22 maja 2012         | mecz towarzyski             | 1:0                         | [ 33 ] [ 34 ]        |
| 33 | Słowacja                 | Klagenfurt | 26 maja 2012         | mecz towarzyski             | 1:0                         | [ 34 ] [ 35 ] [ 36 ] |
| 34 | Andora                   | Warszawa   | 2 czerwca 2012       | mecz towarzyski             | 4:0                         | [ 37 ]               |
| 35 | Grecja                   | Warszawa   | 8 czerwca 2012       | EURO 2012                   | 1:1                         | [ 38 ]               |
| 36 | Rosja                    | Warszawa   | 12 czerwca 2012      | EURO 2012                   | 1:1                         | [ 39 ]               |
| 37 | Czechy                   | Wrocław    | 16 czerwca 2012      | EURO 2012                   | 0:1                         | [ 40 ]               |

## Bilans
|                 | zwycięstwa | remisy | porażki |
| ogółem          | 15         | 13     | 9       |
| dom             | 7          | 7      | 6       |
| wyjazd          | 1          | 3      | 2       |
| neutralny teren | 7          | 3      | 1       |

|                 | strzelone | stracone |
| ogółem          | 47        | 40       |
| dom             | 22        | 19       |
| wyjazd          | 7         | 13       |
| neutralny teren | 18        | 8        |

|      | zwycięstwa | remisy | porażki |
| 2009 | 1          | 0      | 1       |
| 2010 | 4          | 6      | 4       |
| 2011 | 7          | 4      | 3       |
| 2012 | 3          | 3      | 1       |

|      | strzelone | stracone |
| 2009 | 1         | 1        |
| 2010 | 23        | 24       |
| 2011 | 15        | 12       |
| 2012 | 8         | 3        |

### Spotkania nieoficjalne
| Nr | Przeciwnik     | Miejsce | Data         | Wynik | Przypis |
| -- | -------------- | ------- | ------------ | ----- | ------- |
| 1  | SV Rapid Lienz | Lienz   | 20 maja 2012 | 8:0   | [ 41 ]  |

#### Szczegóły
| 20 maja 2012 11:00 CEST | Polska · Rafał Wolski 14' · gol samobójczy 29' · Michał Kucharczyk 36', 75' · Kamil Grosicki 50', 65' · Adrian Mierzejewski 55' · Paweł Brożek 70' | 8:0(3:0) | SV Rapid Lienz | Lienz, Dolomitenstadion Widzów: 70 Sędzia: Tomasz Frankowski (Polska) |
|                         | |          |                |                                                                       |

Polska: Przemysław Tytoń – Michał Kucharczyk, Tomasz Jodłowiec, Grzegorz Wojtkowiak, Marcin Kamiński – Adrian Mierzejewski, Adam Matuszczyk, Eugen Polanski (56. Rafał Murawski), Rafał Wolski, Kamil Grosicki – Artur Sobiech (48. Paweł Brożek).

## Rekordy
- Najwyższe zwycięstwo: z Singapurem 6:1 (23.01.2010, Korat)
- Najwyższa porażka: z Hiszpanią 0:6 (08.06.2010, Murcja)
- Najdłuższa seria zwycięstw: 3 – dwukrotnie (Tajlandia, Singapur, Bułgaria); (Łotwa, Słowacja, Andora)
- Najdłuższa seria bez porażki: 8 (Węgry, Bośnia i Hercegowina, Portugalia, Łotwa, Słowacja, Andora, Grecja, Rosja)
- Najdłuższa seria spotkań bez straty gola: 5 (Bośnia i Hercegowina, Portugalia, Łotwa, Słowacja, Andora)
- Najszybciej strzelony gol: Paweł Brożek z Bośnią i Hercegowiną – 7 min.
- Najszybciej stracony gol: David Villa z Hiszpanią – 12 min.
- Najlepszy strzelec: Robert Lewandowski – 12 bramek

## Strzelcy
| Lp | Piłkarz              | Gole     |
| -- | -------------------- | -------- |
| 1. | Robert Lewandowski   | 12       |
| 2. | Jakub Błaszczykowski | 8        |
| 3. | Paweł Brożek         | 5        |
| 4. | Ludovic Obraniak     | 3        |
| 5. | Patryk Małecki       | 2        |
| 6. | Piotr Brożek         | 1        |
| 6. | Kamil Glik           | 1        |
| 6. | Maciej Iwański       | 1        |
| 6. | Ireneusz Jeleń       | 1        |
| 6. | Adam Matuszczyk      | 1        |
| 6. | Adrian Mierzejewski  | 1        |
| 6. | Tomasz Nowak         | 1        |
| 6. | Damien Perquis       | 1        |
| 6. | Sławomir Peszko      | 1        |
| 6. | Dawid Plizga         | 1        |
| 6. | Marcin Robak         | 1        |
| 6. | Maciej Rybus         | 1        |
| 6. | Euzebiusz Smolarek   | 1        |
| 6. | Artur Sobiech        | 1        |
| 6. | Waldemar Sobota      | 1        |
| 6. | Marcin Wasilewski    | 1        |
| 6. | Vilmos Vanczák       | 1 (sam.) |

## Piłkarze powołani na EURO 2012
| Nr         | Piłkarz               | Data urodzenia      | Klub                   | Występy   | Bramki    | Kartki ż./cz. | Minuty max. 270 |
| Bramkarze  | Bramkarze             | Bramkarze           | Bramkarze              | Bramkarze | Bramkarze | Bramkarze     | Bramkarze       |
| ---------- | --------------------- | ------------------- | ---------------------- | --------- | --------- | ------------- | --------------- |
| 12.        | Grzegorz Sandomierski | 5 września 1989     | Jagiellonia Białystok  | 0         | 0         | 0/0           | 0               |
| 1.         | Wojciech Szczęsny     | 16 kwietnia 1990    | Arsenal F.C.           | 1         | 0         | 0/1           | 69              |
| 22.        | Przemysław Tytoń      | 23 maja 1987        | PSV Eindhoven          | 3         | 0         | 0/0           | 200             |
| Obrońcy    |                       |                     |                        |           |           |               |                 |
| 2.         | Sebastian Boenisch    | 1 lutego 1987       | Werder Brema           | 3         | 0         | 0/0           | 270             |
| 4.         | Marcin Kamiński       | 15 stycznia 1992    | Lech Poznań            | 0         | 0         | 0/0           | 0               |
| 15.        | Damien Perquis        | 10 kwietnia 1984    | FC Sochaux-Montbéliard | 3         | 0         | 1/0           | 270             |
| 20.        | Łukasz Piszczek       | 3 czerwca 1985      | Borussia Dortmund      | 3         | 0         | 0/0           | 270             |
| 13.        | Marcin Wasilewski     | 9 czerwca 1980      | RSC Anderlecht         | 3         | 0         | 1/0           | 270             |
| 14.        | Jakub Wawrzyniak      | 7 lipca 1983        | Legia Warszawa         | 0         | 0         | 0/0           | 0               |
| 3.         | Grzegorz Wojtkowiak   | 26 stycznia 1983    | Lech Poznań            | 0         | 0         | 0/0           | 0               |
| Pomocnicy  |                       |                     |                        |           |           |               |                 |
| 16.        | Jakub Błaszczykowski  | 14 grudnia 1985     | Borussia Dortmund      | 3         | 1         | 1/0           | 270             |
| 5.         | Dariusz Dudka         | 9 grudnia 1983      | AJ Auxerre             | 2         | 0         | 0/0           | 163             |
| 21.        | Kamil Grosicki        | 8 czerwca 1988      | Sivasspor              | 1         | 0         | 0/0           | 34              |
| 6.         | Adam Matuszczyk       | 14 lutego 1989      | Fortuna Düsseldorf     | 1         | 0         | 0/0           | 5               |
| 18.        | Adrian Mierzejewski   | 6 listopada 1986    | Trabzonspor            | 2         | 0         | 0/0           | 34              |
| 11.        | Rafał Murawski        | 9 października 1981 | Lech Poznań            | 3         | 0         | 1/0           | 253             |
| 10.        | Ludovic Obraniak      | 10 listopada 1984   | Girondins Bordeaux     | 3         | 0         | 0/0           | 253             |
| 7.         | Eugen Polanski        | 17 marca 1986       | 1. FSV Mainz 05        | 3         | 0         | 2/0           | 231             |
| 8.         | Maciej Rybus          | 19 sierpnia 1989    | Terek Grozny           | 1         | 0         | 0/0           | 70              |
| 19.        | Rafał Wolski          | 10 listopada 1992   | Legia Warszawa         | 0         | 0         | 0/0           | 0               |
| Napastnicy |                       |                     |                        |           |           |               |                 |
| 23.        | Paweł Brożek          | 21 kwietnia 1983    | Celtic FC              | 2         | 0         | 0/0           | 18              |
| 9.         | Robert Lewandowski    | 21 sierpnia 1988    | Borussia Dortmund      | 3         | 1         | 1/0           | 270             |
| 17.        | Artur Sobiech         | 12 czerwca 1990     | Hannover 96            | 0         | 0         | 0/0           | 0               |

## Występy piłkarzy w kadrze za kadencji Franciszka Smudy
| Lp         | Piłkarz               | Data urodzenia       | Występy   |           |           |           |
| Bramkarze  | Bramkarze             | Bramkarze            | Bramkarze | Bramkarze | Bramkarze | Bramkarze |
| ---------- | --------------------- | -------------------- | --------- | --------- | --------- | --------- |
| 1.         | Artur Boruc           | 20 lutego 1980       | 2         |           |           |           |
| 2.         | Łukasz Fabiański      | 18 kwietnia 1985     | 7         |           |           |           |
| 3.         | Michał Gliwa          | 8 kwietnia 1988      | 1         |           |           |           |
| 4.         | Tomasz Kuszczak       | 20 marca 1982        | 4         |           |           |           |
| 5.         | Sebastian Małkowski   | 2 marca 1987         | 1         |           |           |           |
| 6.         | Mariusz Pawełek       | 17 marca 1981        | 1         |           |           |           |
| 7.         | Sebastian Przyrowski  | 30 listopada 1981    | 2         |           |           |           |
| 8.         | Grzegorz Sandomierski | 5 września 1989      | 3         |           |           |           |
| 9.         | Wojciech Szczęsny     | 16 kwietnia 1990     | 11        |           |           |           |
| 10.        | Przemysław Tytoń      | 23 maja 1987         | 8         |           |           |           |
| Obrońcy    |                       |                      |           |           |           |           |
| 1.         | Sebastian Boenisch    | 1 lutego 1987        | 9         |           |           |           |
| 2.         | Piotr Brożek          | 21 kwietnia 1983     | 3         |           |           |           |
| 3.         | Piotr Celeban         | 25 czerwca 1985      | 3         |           |           |           |
| 4.         | Seweryn Gancarczyk    | 22 listopada 1981    | 1         |           |           |           |
| 5.         | Kamil Glik            | 3 lutego 1988        | 11        |           |           |           |
| 6.         | Arkadiusz Głowacki    | 13 marca 1979        | 8         |           |           |           |
| 7.         | Artur Jędrzejczyk     | 4 listopada 1987     | 1         |           |           |           |
| 8.         | Tomasz Jodłowiec      | 8 września 1985      | 20        |           |           |           |
| 9.         | Marcin Kamiński       | 15 stycznia 1992     | 3         |           |           |           |
| 10.        | Marcin Kikut          | 25 czerwca 1983      | 2         |           |           |           |
| 11.        | Adam Kokoszka         | 6 października 1986  | 1         |           |           |           |
| 12.        | Marcin Komorowski     | 17 kwietnia 1984     | 2         |           |           |           |
| 13.        | Marcin Kowalczyk      | 9 kwietnia 1985      | 4         |           |           |           |
| 14.        | Łukasz Mierzejewski   | 31 sierpnia 1982     | 6         |           |           |           |
| 15.        | Filip Modelski        | 28 września 1992     | 1         |           |           |           |
| 16.        | Damien Perquis        | 10 kwietnia 1984     | 10        |           |           |           |
| 17.        | Dariusz Pietrasiak    | 12 lutego 1980       | 2         |           |           |           |
| 18.        | Łukasz Piszczek       | 3 czerwca 1985       | 21        |           |           |           |
| 19.        | Jakub Rzeźniczak      | 26 października 1986 | 2         |           |           |           |
| 20.        | Maciej Sadlok         | 29 czerwca 1989      | 15        |           |           |           |
| 21.        | Marcin Wasilewski     | 9 czerwca 1980       | 13        |           |           |           |
| 22.        | Jakub Wawrzyniak      | 7 lipca 1983         | 10        |           |           |           |
| 23.        | Grzegorz Wojtkowiak   | 26 stycznia 1983     | 17        |           |           |           |
| 24.        | Hubert Wołąkiewicz    | 21 października 1985 | 4         |           |           |           |
| 25.        | Michał Żewłakow       | 22 kwietnia 1976     | 11        |           |           |           |
| Pomocnicy  |                       |                      |           |           |           |           |
| 1.         | Tomasz Bandrowski     | 18 września 1984     | 4         |           |           |           |
| 2.         | Jakub Błaszczykowski  | 14 grudnia 1985      | 28        |           |           |           |
| 3.         | Ariel Borysiuk        | 29 lipca 1991        | 3         |           |           |           |
| 4.         | Tomasz Brzyski        | 10 stycznia 1982     | 2         |           |           |           |
| 5.         | Mateusz Cetnarski     | 6 lipca 1988         | 2         |           |           |           |
| 6.         | Dariusz Dudka         | 9 grudnia 1983       | 24        |           |           |           |
| 7.         | Janusz Gancarczyk     | 19 czerwca 1984      | 1         |           |           |           |
| 8.         | Janusz Gol            | 11 listopada 1985    | 7         |           |           |           |
| 9.         | Maciej Iwański        | 7 maja 1981          | 6         |           |           |           |
| 10.        | Jacek Kiełb           | 10 stycznia 1988     | 2         |           |           |           |
| 11.        | Mateusz Klich         | 13 czerwca 1990      | 1         |           |           |           |
| 12.        | Kamil Kosowski        | 30 sierpnia 1977     | 2         |           |           |           |
| 13.        | Grzegorz Krychowiak   | 29 stycznia 1990     | 1         |           |           |           |
| 14.        | Tomasz Kupisz         | 2 stycznia 1990      | 2         |           |           |           |
| 15.        | Radosław Majewski     | 15 grudnia 1986      | 3         |           |           |           |
| 16.        | Patryk Małecki        | 1 sierpnia 1988      | 8         |           |           |           |
| 17.        | Adam Matuszczyk       | 14 lutego 1989       | 20        |           |           |           |
| 18.        | Adrian Mierzejewski   | 6 listopada 1986     | 24        |           |           |           |
| 19.        | Sebastian Mila        | 10 lipca 1982        | 2         |           |           |           |
| 20.        | Rafał Murawski        | 9 października 1981  | 25        |           |           |           |
| 21.        | Tomasz Nowak          | 30 października 1985 | 3         |           |           |           |
| 22.        | Ludovic Obraniak      | 10 listopada 1984    | 21        |           |           |           |
| 23.        | Szymon Pawłowski      | 4 listopada 1986     | 7         |           |           |           |
| 24.        | Sławomir Peszko       | 19 lutego 1985       | 20        |           |           |           |
| 25.        | Dawid Plizga          | 17 listopada 1985    | 2         |           |           |           |
| 26.        | Eugen Polanski        | 17 marca 1986        | 11        |           |           |           |
| 27.        | Roger Guerreiro       | 25 maja 1982         | 4         |           |           |           |
| 28.        | Maciej Rybus          | 19 sierpnia 1989     | 22        |           |           |           |
| 29.        | Waldemar Sobota       | 19 maja 1987         | 1         |           |           |           |
| 30.        | Jakub Tosik           | 21 maja 1987         | 2         |           |           |           |
| 31.        | Łukasz Trałka         | 11 maja 1984         | 1         |           |           |           |
| 32.        | Cezary Wilk           | 12 lutego 1986       | 2         |           |           |           |
| 33.        | Rafał Wolski          | 10 listopada 1992    | 3         |           |           |           |
| Napastnicy |                       |                      |           |           |           |           |
| 1.         | Paweł Brożek          | 21 kwietnia 1983     | 16        |           |           |           |
| 2.         | Kamil Grosicki        | 8 czerwca 1988       | 11        |           |           |           |
| 3.         | Maciej Jankowski      | 4 stycznia 1990      | 1         |           |           |           |
| 4.         | Ireneusz Jeleń        | 9 kwietnia 1981      | 6         |           |           |           |
| 5.         | Michał Kucharczyk     | 20 marca 1991        | 5         |           |           |           |
| 6.         | Robert Lewandowski    | 21 sierpnia 1988     | 31        |           |           |           |
| 7.         | Andrzej Niedzielan    | 27 lutego 1979       | 2         |           |           |           |
| 8.         | Dawid Nowak           | 30 listopada 1984    | 6         |           |           |           |
| 9.         | Arkadiusz Piech       | 7 czerwca 1985       | 1         |           |           |           |
| 10.        | Marcin Robak          | 29 listopada 1982    | 3         |           |           |           |
| 11.        | Euzebiusz Smolarek    | 9 stycznia 1981      | 4         |           |           |           |
| 12.        | Artur Sobiech         | 12 czerwca 1990      | 5         |           |           |           |
| 13.        | Arkadiusz Woźniak     | 1 czerwca 1990       | 1         |           |           |           |

Stan na 17 czerwca 2012 po meczu z Czechami.

## Szczegóły
| 14 listopada 2009 17:00 CET | Polska | 0:1(0:0) | Rumunia · 59' Daniel Niculae | Warszawa, Stadion Wojska Polskiego Widzów: 5000 Sędzia: Menashe Mashiah (Izrael) |
|                             |        |          |                              |                                                                                  |

Polska: Tomasz Kuszczak – Marcin Kowalczyk, Michał Żewłakow (90. Maciej Sadlok), Adam Kokoszka, Piotr Brożek – Jakub Błaszczykowski (79. Sławomir Peszko), Dariusz Dudka, Ludovic Obraniak (79. Roger Guerreiro), Kamil Kosowski (74. Maciej Rybus) – Robert Lewandowski (69. Patryk Małecki), Ireneusz Jeleń.

Rumunia: Costel Pantilimon – Vasile Maftei (77. Cristian Săpunaru), Mirel Rădoi, Cristian Chivu, Răzvan Raț – Mihai Roman (46. Bănel Nicoliță), Paul Codrea (51. Tiberiu Ghioane), Iulian Apostol, Cristian Tanase (68. Dorin Goian) – Daniel Niculae, Ciprian Marica (61. Gheorghe Bucur).
| 18 listopada 2009 17:00 CET | Polska · Maciej Rybus 18' | 1:0(1:0) | Kanada | Bydgoszcz, Stadion im. Zdzisława Krzyszkowiaka Widzów: 10 400 Sędzia: Lars Christoffersen (Dania) |
|                             |                           |          |        |                                                                                                   |

Polska: Tomasz Kuszczak (46. Wojciech Szczęsny) – Jakub Rzeźniczak (65. Marcin Kowalczyk), Michał Żewłakow, Maciej Sadlok, Seweryn Gancarczyk – Sławomir Peszko, Dariusz Dudka, Ludovic Obraniak (88. Patryk Małecki), Kamil Kosowski (69. Janusz Gancarczyk) – Robert Lewandowski, Maciej Rybus (78. Radosław Majewski).

Kanada: Lars Hirschfeld – Michael Klukowski, Dejan Jakovic, Kevin McKenna, Paul Stalteri – Julian de Guzman, Marcel de Jong (70. Josh Simpson), Jaime Peters, Atiba Hutchinson – Rob Friend (64. Simeon Jackson), Tomasz Radzinski (84. Iain Hume).
| 17 stycznia 2010 10:30 CET | Polska · Sławomir Peszko 26' | 1:3(1:1) | Dania · 22' Søren Rieks · 48' Morten Rasmussen · 60' Jesper Bech | Nakhon Ratchasima, 80th Birthday Stadium Sędzia: Chaiya Alee Mahapab (Tajlandia) |
|                            |                              |          |                                                                  |                                                                                  |

Polska: Mariusz Pawełek – Łukasz Mierzejewski, Maciej Sadlok, Tomasz Jodłowiec, Jakub Tosik (59. Dawid Nowak) – Sławomir Peszko (77. Jacek Kiełb), Tomasz Bandrowski, Maciej Iwański (85. Tomasz Nowak), Piotr Brożek (46. Tomasz Brzyski) – Robert Lewandowski (70. Marcin Robak), Maciej Rybus (85. Patryk Małecki).

Dania: Kim Christensen – Martin Oernskov Nielsen (76. Rasmus Würtz), Michael Jakobsen, Anders Møller Christensen (68. Kris Stadsgaard), Jesper Bech (83. Mikkel Thygesen) – Jim Larsen, Peter Nymann, Jakob Poulsen, Morten Rasmussen – Johan Absalonsen (66. Michael Krohn-Dehli), Søren Rieks (83. Martin Bernburg).
| 20 stycznia 2010 13:00 CET | Tajlandia · Pichitphong Choeichiu 90' (k) | 1:3(0:1) | Polska · 43' Kamil Glik · 52' Patryk Małecki · 86' Marcin Robak · 85' Sławomir Peszko | Nakhon Ratchasima, 80th Birthday Stadium Widzów: 20 000 Sędzia: Odan Charles Mbaga (Tanzania) |
|                            |                                           |          |                                                                                       |                                                                                               |

Tajlandia: Kawin Thammasatchanon – Suttinan Phuk-hom (79. Panupong Wongsa), Cholratit Jantakam, Nattaporn Phanrit, Rangsan Viwatchaichok – Pichitphong Choeichiu, Adul Lahso (59. Anon Sangsanoi), Therdsak Chaiman, Datsakorn Thonglao (46. Sompong Soleb), Sutee Suksomkit (65. Suree Sukha) – Keerati Keawsombat (87. Anawin Jujeen).

Polska: Sebastian Przyrowski – Łukasz Mierzejewski, Tomasz Jodłowiec, Kamil Glik (80. Piotr Brożek), Maciej Sadlok – Sławomir Peszko, Tomasz Bandrowski, Maciej Iwański (83. Janusz Gol), Maciej Rybus (88. Tomasz Brzyski) – Patryk Małecki (71. Marcin Robak), Robert Lewandowski (89. Tomasz Nowak).
| 23 stycznia 2010 10:30 CET | Polska · Robert Lewandowski 26' (k), 37' · Maciej Iwański 45' (k) · Piotr Brożek 69' · Patryk Małecki 80' · Tomasz Nowak 88' (k) | 6:1(3:1) | Singapur · 39' Shi Jiayi | Nakhon Ratchasima, 80th Birthday Stadium Sędzia: Caleb Amwayi Sikobe (Kenia) |
|                            | |          |                          |                                                                              |

Polska: Sebastian Przyrowski – Łukasz Mierzejewski (70. Jakub Tosik), Tomasz Jodłowiec, Kamil Glik, Maciej Sadlok – Jacek Kiełb (46. Janusz Gol), Tomasz Bandrowski, Maciej Iwański (70. Tomasz Nowak), Maciej Rybus (63. Piotr Brożek) – Dawid Nowak (63. Patryk Małecki), Robert Lewandowski (46. Marcin Robak).

Singapur: Hassan bin Abdullah Sunny – Muhammad Safuwan bin Baharudin, Eddie Affendy Chang (46. Muhammad Shahril bin Mohamad Alias), Mohammad Afiq bin Yunos, Muhammad Irwan Shah bin Arismail (55. Muhammad Raihan bin Abdul Rahman) – Shi Jiayi, Tengku Mushadad bin Tengku Mohamed, Shukor bin Zailan (64. Muhammad Fadhil bin Noh), Mohammad Shahril bin Ishak (71. Mohamed SJakir bin Sulaiman), Fazrul Nawaz Shahul Hameed (46. Muhammad Khairul Nizam bin Mohammad Kamal) – Aleksandar Đurić.
| 3 marca 2010 20:30 CET | Polska · Jakub Błaszczykowski 42' · Robert Lewandowski 62' | 2:0(1:0) | Bułgaria | Warszawa, Stadion im. Generała Kazimierza Sosnkowskiego Widzów: 6800 Sędzia: Sascha Kever (Szwajcaria) |
|                        |                                                            |          |          | |

Polska: Tomasz Kuszczak – Marcin Kowalczyk, Michał Żewłakow, Kamil Glik, Dariusz Dudka – Jakub Błaszczykowski (78. Patryk Małecki), Rafał Murawski (85. Maciej Sadlok), Radosław Majewski (46. Maciej Rybus), Sławomir Peszko (59. Tomasz Jodłowiec), Ludovic Obraniak (46. Maciej Iwański) – Robert Lewandowski (74. Dawid Nowak).

Bułgaria: Dimityr Iwankow – Żiwko Miłanow, Stanisław Angełow, Iwan Iwanow (77. Jordan Milijew), Weselin Minew (87. Kostadin Stojanow) – Błagoj Georgiew (69. Martin Kamburow), Georgi Syrmow, Stilijan Petrow, Iwelin Popow (46. Welizar Dimitrow), Czawdar Jankow (77. Iwan Stojanow) – Dimityr Berbatow (46. Waleri Bożinow).
| 29 maja 2010 17:00 CEST | Polska | 0:0(0:0) | Finlandia | Kielce, Stadion Miejski Widzów: 15 000 Sędzia: Marius Avran (Rumunia) |
|                         |        |          |           |                                                                       |

Polska: Przemysław Tytoń – Łukasz Piszczek, Grzegorz Wojtkowiak, Michał Żewłakow (46. Maciej Sadlok), Dariusz Dudka – Jakub Błaszczykowski (85. Dawid Nowak), Tomasz Jodłowiec, Adam Matuszczyk (61. Sławomir Peszko), Adrian Mierzejewski (75. Maciej Rybus) – Ireneusz Jeleń (89. Artur Sobiech), Robert Lewandowski (90. Patryk Małecki).

Finlandia: Otto Fredrikson – Veli Lampi (82. Ville Jalasto), Kalle Parviainen, Markus Heikkinen, Niklas Moisander – Jonatan Johansson, Tim Sparv, Roman Eremenko (90. Tuomo Turunen), Roni Porokara (66. Mikael Forssell) – Kasper Hämäläinen (81. Joel Perovuo), Jari Litmanen (71. Paulus Roiha).
| 2 czerwca 2010 20:30 CEST | Polska | 0:0(0:0) | Serbia | Kufstein, FC Kufstein Stadion Widzów: 2000 Sędzia: Dietmar Drabek (Austria) |
|                           |        |          |        |                                                                             |

Polska: Łukasz Fabiański – Łukasz Piszczek (68. Tomasz Jodłowiec), Grzegorz Wojtkowiak, Kamil Glik, Maciej Sadlok – Jakub Błaszczykowski (89. Adam Matuszczyk), Dariusz Dudka, Adrian Mierzejewski, Sławomir Peszko (77. Maciej Rybus) – Robert Lewandowski (90. Artur Sobiech), Dawid Nowak (71. Mateusz Cetnarski).

Serbia: Bojan Isailović (46. Vladimir Stojković) – Branislav Ivanović, Neven Subotić, Aleksandar Luković, Aleksandar Kolarov – Miloš Krasić (69. Dragan Mrđa), Dejan Stanković (46. Radosav Petrović), Zdravko Kuzmanović, Nikola Žigić (46. Marko Pantelić), Milan Jovanović (46. Zoran Tošić) – Danko Lazović (59. Gojko Kačar).
| 8 czerwca 2010 22:00 CEST | Hiszpania · David Villa 12' · David Silva 14' · Xabi Alonso 51' · Cesc Fàbregas 58' · Fernando Torres 76' · Pedro Rodríguez 81' | 6:0(2:0) | Polska | Murcja, Estadio Nueva Condomina Widzów: 31 000 Sędzia: Michális Koukolákis (Grecja) |
|                           | |          |        |                                                                                     |

Hiszpania: Iker Casillas – Álvaro Arbeloa Coca (55. Sergio Ramos), Gerard Piqué, Carles Puyol (72. Carlos Marchena), Joan Capdevila – David Silva (55. Jesús Navas González), Xabi Alonso, Sergio Busquets, Xavi (56. Cesc Fàbregas), Andrés Iniesta (40. Pedro Rodríguez Ledesma) – David Villa (66. Fernando Torres).

Polska: Tomasz Kuszczak – Grzegorz Wojtkowiak, Michał Żewłakow, Kamil Glik (46. Maciej Sadlok), Dariusz Dudka – Sławomir Peszko (78. Tomasz Jodłowiec), Rafał Murawski, Adrian Mierzejewski (46. Adam Matuszczyk), Jakub Błaszczykowski (82. Mateusz Cetnarski) – Dawid Nowak (46. Maciej Rybus), Robert Lewandowski (72. Artur Sobiech).
| 11 sierpnia 2010 20:30 CEST | Polska | 0:3(0:1) | Kamerun · 30', 53' Samuel Eto’o · 85' Vincent Aboubakar | Szczecin, Stadion Miejski Widzów: 17 000 Sędzia: Tony Asumaa (Finlandia) |
|                             |        |          |                                                         |                                                                          |

Polska: Łukasz Fabiański (46. Przemysław Tytoń) – Grzegorz Wojtkowiak (38. Marcin Kowalczyk), Maciej Sadlok, Kamil Glik, Michał Żewłakow – Jakub Błaszczykowski, Dariusz Dudka (72. Adam Matuszczyk), Rafał Murawski (58. Adrian Mierzejewski), Ludovic Obraniak (78. Sławomir Peszko) – Robert Lewandowski, Paweł Brożek (46. Maciej Rybus).

Kamerun: Guy N’dy Assembé – Gilles Augustin Binya, Nicolas N’Koulou (65. André Bikey), Sébastien Bassong, Benoît Assou-Ekotto – Marcel Ndjeng, Jean II Makoun (70. Georges Mandjeck), Aurélien Chedjou (76. Joël André Job Matip), Jean-Éric Maxim Choupo-Moting (59. Henri Bienvenu Nstama), Henri Bedimo (82. Thomas Gaëtan Bong Songo) – 9. Samuel Eto’o (80. Vincent Aboubakar).
| 4 września 2010 17:00 CEST | Polska · Ireneusz Jeleń 42' | 1:1(1:0) | Ukraina · 90+1' Jewhen Sełezniow | Łódź, Stadion im. Ludwika Sobolewskiego Widzów: 6500 Sędzia: Ravshan Ermatov (Uzbekistan) |
|                            |                             |          |                                  |                                                                                           |

Polska: Artur Boruc – Łukasz Piszczek, Grzegorz Wojtkowiak, Michał Żewłakow, Sebastian Boenisch – Jakub Błaszczykowski (84. Maciej Rybus), Tomasz Bandrowski (46. Adam Matuszczyk), Rafał Murawski, Maciej Iwański (64. Robert Lewandowski), Sławomir Peszko – Ireneusz Jeleń (87. Euzebiusz Smolarek).

Ukraina: Andrij Piatow – Artem Fedeckyj, Jewhen Chaczeridi, Taras Mychałyk, Ołeksandr Romanczuk (85. Denys Kożanow) – Ołeh Husiew (46. Denys Kułakow), Anatolij Tymoszczuk, Ołeh Krasnopiorow (65. Ihor Chudobjak), Ołeksandr Alijew (53. Wołodymyr Polowyj) – Andrij Szewczenko (59. Jewhen Sełezniow), Marko Dević (46. Andrij Woronin).
| 7 września 2010 20:30 CEST | Polska · Robert Lewandowski 18', 34' (k) | 1:2(1:2) | Australia · 13' Brett Holman · 26' Luke Wilkshire · 71' Brett Emerton | Kraków, Stadion Miejski Widzów: 16 000 Sędzia: Ivan Bebek (Chorwacja) |
|                            |                                          |          |                                                                       |                                                                       |

Polska: Przemysław Tytoń – Łukasz Piszczek, Grzegorz Wojtkowiak, Michał Żewłakow, Sebastian Boenisch – Jakub Błaszczykowski, Dariusz Pietrasiak (70. Euzebiusz Smolarek), Rafał Murawski, Sławomir Peszko (75. Kamil Grosicki) – Ireneusz Jeleń (83. Maciej Iwański), Robert Lewandowski.

Australia: Adam Federici – Luke Wilkshire, Lucas Neill, Jonathan McKain, David Carney – Richard Garcia, Carl Valeri (56. Jason Čulina), Michael John Jedinak, Timothy Cahill (76. Dario Vidošić), Brett Holman (30. Brett Emerton) – Scott McDonald (81. Nathan Burns).
| 9 października 2010 20:00 UTC-6 | Stany Zjednoczone · Jozy Altidore 13' · Oguchi Onyewu 52' | 2:2(1:1) | Polska · 30' Adam Matuszczyk · 73' Jakub Błaszczykowski | Chicago, Soldier Field Widzów: 31 631 Sędzia: Steven DePiero (Kanada) |
|                                 |                                                           |          |                                                         |                                                                       |

Stany Zjednoczone: Tim Howard – Steve Cherundolo, Oguchi Onyewu, Maurice Edu, Carlos Bocanegra – Stuart Holden, Michael Bradley, Jermaine Jones, Clint Dempsey, Benny Feilhaber (63. Alejandro Bedoya) – Jozy Altidore.

Polska: Artur Boruc – Łukasz Piszczek, Michał Żewłakow, Dariusz Pietrasiak, Łukasz Mierzejewski – Jakub Błaszczykowski, Adam Matuszczyk, Rafał Murawski, Ludovic Obraniak, Adrian Mierzejewski (71. Andrzej Niedzielan) – Robert Lewandowski.
| 12 października 2010 22:00 CEST | Polska · Euzebiusz Smolarek 61' · Ludovic Obraniak 70' | 2:2(0:1) | Ekwador · 32', 78' Christian Benítez | Montreal, Stade Saputo Widzów: 1000 Sędzia: Mauricio Navarro (Kanada) |
|                                 |                                                        |          |                                      |                                                                       |

Polska: Przemysław Tytoń – Łukasz Piszczek (61. Artur Jędrzejczyk), Michał Żewłakow, Kamil Glik, Łukasz Mierzejewski – Euzebiusz Smolarek (68. Kamil Grosicki), Hubert Wołąkiewicz, Rafał Murawski, Ludovic Obraniak, Adrian Mierzejewski (82. Radosław Majewski) – Robert Lewandowski (88. Andrzej Niedzielan).

Ekwador: Máximo Banguera – Luis Checa, Jairo Campos, Tilson Oswaldo Minda Suscal, Walter Ayoví – Néicer Reasco, Christian Noboa, Joffre Guerrón (85. Isaac Mina), Michael Arroyo – Luis Saritama, Christian Benítez.
| 17 listopada 2010 20:30 CEST | Polska · Robert Lewandowski 19', 80' · Ludovic Obraniak 66' | 3:1(1:1) | Wybrzeże Kości Słoniowej · 45' Gervinho | Poznań, Stadion Miejski Widzów: 42 000 Sędzia: Maasaki Tōma (Japonia) |
|                              |                                                             |          |                                         |                                                                       |

Polska: Łukasz Fabiański – Łukasz Piszczek, Grzegorz Wojtkowiak, Tomasz Jodłowiec, Maciej Sadlok – Jakub Błaszczykowski, Adam Matuszczyk (90. Hubert Wołąkiewicz), Rafał Murawski, Adrian Mierzejewski (72. Paweł Brożek), Ludovic Obraniak (89. Euzebiusz Smolarek) – Robert Lewandowski (85. Ariel Borysiuk)

Wybrzeże Kości Słoniowej: Daniel Yeboah – Guy Demel, Souleymane Bamba, Didier Zokora, Arthur Étienne Boka (83. Siaka Tiéné) – Gervinho, Gnégnéri Yaya Touré (88. Emerse Faé), Emmanuel Eboué (54. Romaric), Cheik Tioté (90. Benjamin Angoua), Abdul Kader Keïta (71. Seydou Doumbia) – Wilfried Bony.
| 10 grudnia 2010 20:30 CEST | Polska · Paweł Brożek 7', 52' | 2:2(1:1) | Bośnia i Hercegowina · 23' Muhamed Subašić · 55' (k) Zvjezdan Misimović | Kundu, Mardan Spor Kompleksi Widzów: 100 Sędzia: Mustafa Öğretmenoğlu (Turcja) |
|                            |                               |          |                                                                         |                                                                                |

Polska: Grzegorz Sandomierski – Hubert Wołąkiewicz (62. Piotr Celeban), Grzegorz Wojtkowiak, Tomasz Jodłowiec, Maciej Sadlok (78. Tomasz Kupisz) – Adrian Mierzejewski, Ariel Borysiuk (63. Cezary Wilk), Marcin Kikut (46. Szymon Pawłowski), Maciej Rybus (46. Dawid Plizga) – Kamil Grosicki, Paweł Brożek (63. Marcin Robak).

Bośnia i Hercegowina: Ibrahim Šehić (46. Asmir Avdukić) – Darko Maletić, Semir Kerla (46. Velibor Vasilić), Muhamed Subašić, Josip Barišić (58. Sedin Torlak) – Jure Ivanković (46. Adnan Zahirović), Muhamed Džakmić, Dario Purić (61. Boris Raspudić), Zvjezdan Misimović, Edin Višća – Adin Džafić (46. Eldin Adilović).
| 6 lutego 2011 20:30 CEST | Polska · Dawid Plizga 15' | 1:0(1:0) | Mołdawia | Vila Real de Santo António, Complexo Desportivo de Vila Real de Santo António Widzów: 250 Sędzia: Ivo Nelson dos Anjos Santos (Portugalia) |
|                          |                           |          |          | |

Polska: Grzegorz Sandomierski – Marcin Kikut, Piotr Celeban, Grzegorz Wojtkowiak, Hubert Wołąkiewicz – Szymon Pawłowski, Janusz Gol, Dawid Plizga, Ariel Borysiuk (78. Cezary Wilk), Michał Kucharczyk (46. Jakub Rzeźniczak) – Dawid Nowak.

Mołdawia: Stanislav Namașco – Vitalie Bordian, Victor Golovatenco (77. Igor Armaș), Alexandru Epureanu, Vadim Bolohan – Alexandru Suvorov (63. Denis Calincov), Petru Racu (63. Simeon Bulgaru), Igor Țîgîrlaș (46. Artur Pătraș), Eugeniu Cebotaru (53. Valeriu Andronic) – Igor Picușciac (59. Igor Bugaiov), Anatolie Doroș.
| 9 lutego 2011 20:30 CEST | Polska · Robert Lewandowski 19' | 1:0(1:0) | Norwegia | Faro, Estádio Algarve Widzów: 500 Sędzia: Ivo Nelson dos Anjos Santos (Portugalia) |
|                          |                                 |          |          |                                                                                    |

Polska: Wojciech Szczęsny – Łukasz Piszczek, Arkadiusz Głowacki, Kamil Glik, Dariusz Dudka – Jakub Błaszczykowski, Rafał Murawski (89. Grzegorz Krychowiak), Adam Matuszczyk (90. Janusz Gol) – Ludovic Obraniak (79. Roger Guerreiro), Ireneusz Jeleń (64. Kamil Grosicki), Robert Lewandowski.

Norwegia: Jon Knudsen – Espen Ruud, Kjetil Wæhler (59. Vadim Demidov), Brede Hangeland, John Arne Riise – Erik Huseklepp (77. Morten Moldskred), Alexander Tettey (46. Ruben Yttergård Jenssen), Henning Hauger (46. Bjørn Helge Riise), Christian Grindheim, Morten Gamst Pedersen (87. Petter Vaagan Moen) – John Carew (59. Mohammed Abdellaoue).
| 25 marca 2011 20:30 CEST | Litwa · Saulius Mikoliūnas 18' · Edgaras Česnauskis 29' | 2:0(2:0) | Polska | Kowno, S. Dariaus ir S. Girėno sports centras Widzów: 5000 Sędzia: Andris Treimanis (Łotwa) |
|                          |                                                         |          |        |                                                                                             |

Litwa: Žydrūnas Karčemarskas (46. Ernestas Šetkus) – Marius Stankevičius, Andrius Skerla (46. Tomas Žvirgždauskas), Marius Žaliūkas, Tadas Kijanskas – Edgaras Česnauskis (82. Valdemaras Borovskis), Kęstutis Ivaškevičius, Mindaugas Panka (88. Tomas Ražanauskas), Saulius Mikoliūnas (46. Deividas Česnauskis) – Tadas Labukas, Tomas Danilevičius (71. Dominykas Galkevičius).

Polska: Sebastian Małkowski – Łukasz Piszczek, Arkadiusz Głowacki, Kamil Glik, Maciej Sadlok – Adrian Mierzejewski (46. Kamil Grosicki), Dariusz Dudka (85. Tomasz Jodłowiec), Rafał Murawski (46. Sławomir Peszko), Jakub Błaszczykowski (85. Szymon Pawłowski), Ludovic Obraniak (69. Roger Guerreiro) – Robert Lewandowski (74. Michał Kucharczyk).
| 29 marca 2011 20:30 CEST | Grecja | 0:0(0:0) | Polska | Pireus, Stadion Karaiskákis Widzów: 12 000 Sędzia: Martin Atkinson (Anglia) |
|                          |        |          |        |                                                                             |

Grecja: Konstandinos Chalkias – Lukas Windra, Wangelis Moras, Awraam Papadopulos, Panajotis Lagos – Joannis Fetfatzidis (77. Dimitris Salpigidis), Pantelis Kafes, Jorgos Karangunis (74. Kostas Katsuranis), Panajotis Kone (66. Nikolaos Limberopulos), Jorgos Samaras (77. Wasilis Torosidis) – Konstandinos Mitroglu (58. Sotiris Ninis).

Polska: Grzegorz Sandomierski – Łukasz Piszczek, Arkadiusz Głowacki, Michał Żewłakow (63. Tomasz Jodłowiec), Maciej Sadlok – Sławomir Peszko (77. Kamil Grosicki), Dariusz Dudka, Adrian Mierzejewski (46. Rafał Murawski), Jakub Błaszczykowski, Ludovic Obraniak (83. Roger Guerreiro) – Robert Lewandowski (83. Michał Kucharczyk).
| 5 czerwca 2011 17:00 CEST | Polska · Adrian Mierzejewski 26' · Paweł Brożek 67' | 2:1(1:0) | Argentyna · 47' Marco Gastón Ruben | Warszawa, Stadion Wojska Polskiego Widzów: 12 000 Sędzia: Manuel Gräfe (Niemcy) |
|                           |                                                     |          |                                    |                                                                                 |

Polska: Wojciech Szczęsny – Łukasz Piszczek, Grzegorz Wojtkowiak, Tomasz Jodłowiec, Jakub Wawrzyniak – Jakub Błaszczykowski, Dariusz Dudka, Adrian Mierzejewski (80. Michał Kucharczyk), Rafał Murawski (76. Adam Matuszczyk), Kamil Grosicki (56. Paweł Brożek) – Robert Lewandowski (90. Mateusz Klich).

Argentyna: Adrián Gabbarini – Pablo Zabaleta (46. Fernando Belluschi), Federico Fazio (46. Emiliano Insúa), Mateo Musacchio, Cristian Ansaldi – Nicolás Bértolo (46. Jonathan Bottinelli), Mario Bolatti, Alejandro Cabral (68. Mauro Formica) – Pablo Piatti (78. Nicolás Gaitán), Marco Gastón Ruben, Jonathan Cristaldo.
| 9 czerwca 2011 21:00 CEST | Polska | 0:1(0:1) | Francja · 12' (sam.) Tomasz Jodłowiec | Warszawa, Stadion Wojska Polskiego Widzów: 31 000 Sędzia: Björn Kuipers (Holandia) |
|                           |        |          |                                       |                                                                                    |

Polska: Wojciech Szczęsny – Łukasz Piszczek, Grzegorz Wojtkowiak, Tomasz Jodłowiec, Jakub Wawrzyniak – Jakub Błaszczykowski (87. Paweł Brożek), Dariusz Dudka, Adrian Mierzejewski (79. Adam Matuszczyk), Rafał Murawski, Ludovic Obraniak (56. Szymon Pawłowski) – Robert Lewandowski.

Francja: Cédric Carrasso – Bacary Sagna, Younès Kaboul (27. Adil Rami), Éric Abidal, Patrice Evra – Charles N’Zogbia (74. Loïc Rémy), Alou Diarra (46. Yann M’Vila), Yohan Cabaye (46. Abou Diaby), Marvin Martin, Mathieu Valbuena (73. Florent Malouda) – Guillaume Hoarau (78. Kevin Gameiro).
| 10 sierpnia 2011 20:30 CEST | Polska · Jakub Błaszczykowski 36' | 1:0(1:0) | Gruzja | Lubin, Dialog Arena Widzów: 12 310 Sędzia: Andrij Szandor (Ukraina) |
|                             |                                   |          |        |                                                                     |

Polska: Wojciech Szczęsny – Grzegorz Wojtkowiak, Arkadiusz Głowacki, Tomasz Jodłowiec, Jakub Wawrzyniak – Jakub Błaszczykowski (90. Maciej Rybus), Eugen Polanski (75. Dariusz Dudka), Rafał Murawski (86. Adam Matuszczyk), Adrian Mierzejewski (60. Sławomir Peszko), Ludovic Obraniak (80. Szymon Pawłowski) – Robert Lewandowski (60. Paweł Brożek).

Gruzja: Giorgi Loria – Ucza Lobżanidze, Akaki Chubutia, Aleksandre Amisulaszwili (46. Gia Grigalawa), Kacha Kaladze – Dawit Targamadze, Dżaba Kankawa (74. Murtaz Daszwili), Lewan Kobiaszwili (81. Dato Kwirkwelia), Szota Grigalaszwili (62. Guram Kaszia), Otar Marcwaladze (62. Mate Wacadze) – Wladimer Dwaliszwili (46. Aleksandre Guruli).
| 2 września 2011 20:30 CEST | Polska · Paweł Brożek 27' · Ludovic Obraniak 70' | 1:1(1:1) | Meksyk · 35' Javier Hernández | Warszawa, Stadion Wojska Polskiego Widzów: 18 000 Sędzia: Alexandru Deaconu (Rumunia) |
|                            |                                                  |          |                               |                                                                                       |

Polska: Przemysław Tytoń – Marcin Wasilewski, Arkadiusz Głowacki, Tomasz Jodłowiec (90. Janusz Gol), Jakub Wawrzyniak – Jakub Błaszczykowski (46. Patryk Małecki), Adam Matuszczyk (71. Kamil Glik), Dariusz Dudka, Adrian Mierzejewski (67. Maciej Rybus), Ludovic Obraniak – Paweł Brożek (84. Sławomir Peszko).

Meksyk: Alfredo Talavera – Efraín Juárez (74. Sergio Pérez), Francisco Rodríguez, Héctor Moreno, Carlos Salcido, Gerardo Torrado, Jesús Molina (82. Israel Castro), Pablo Barrera, Andrés Guardado, Zinha (65. Giovani dos Santos), Javier Hernández (46. Aldo de Nigris).
| 6 września 2011 20:45 CEST | Polska · Robert Lewandowski 54' · Jakub Błaszczykowski 90+1' (k) · Arkadiusz Głowacki 80' | 2:2(0:0) | Niemcy · 68' (k) Toni Kroos · 90+4' Cacau | Gdańsk, PGE Arena Gdańsk Widzów: 38 000 Sędzia: Daniele Orsato (Włochy) |
|                            |                                                                                           |          |                                           |                                                                         |

Polska: Wojciech Szczęsny – Marcin Wasilewski, Arkadiusz Głowacki, Damien Perquis (72. Kamil Glik), Jakub Wawrzyniak – Jakub Błaszczykowski (90. Szymon Pawłowski), Dariusz Dudka, Rafał Murawski, Adrian Mierzejewski (84. Maciej Rybus), Sławomir Peszko (65. Adam Matuszczyk) – Robert Lewandowski (80. Paweł Brożek).

Niemcy: Tim Wiese – Christian Träsch, Per Mertesacker, Jérôme Boateng, Philipp Lahm (46. Marcel Schmelzer) – André Schürrle, Simon Rolfes (77. Lars Bender), Toni Kroos, Mario Götze, Lukas Podolski (61. Thomas Müller) – Miroslav Klose (46. Cacau).
| 7 października 2011 13:00 CEST | Korea Południowa · Park Chu-young 66', 76' | 2:2(0:1) | Polska · 29' Robert Lewandowski · 83' Jakub Błaszczykowski | Seul, Seul World Cup Stadium Widzów: 40 000 Sędzia: Nawaf Abdulla Ghayyath Shukralla (Bahrajn) |
|                                |                                            |          |                                                            |                                                                                                |

Korea Południowa: Jung Sung-ryong – Lee Jae-seong, Kwak Tae-hwi, Hong Jeong-ho (80. Cho Byung-kuk), Hong Chul (88. Choi Hyo-jin) – Ji Dong-won, Ki Sung-yong (58. Koo Ja-cheol), Yoon Bit-garam (46. Lee Yong-rae), Nam Tae-hee (58. Seo Jung-jin), Park Chu-young (81. Lee Keun-ho) – Lee Dong-gook (46. Son Heung-min).

Polska: Łukasz Fabiański – Marcin Wasilewski, Grzegorz Wojtkowiak, Damien Perquis, Jakub Wawrzyniak – Jakub Błaszczykowski (86. Marcin Komorowski), Dariusz Dudka (79. Sławomir Peszko), Eugen Polanski (63. Adam Matuszczyk), Rafał Murawski (90. Tomasz Jodłowiec), Maciej Rybus (71. Adrian Mierzejewski) – Robert Lewandowski (68. Paweł Brożek).
| 11 października 2011 20:30 CEST | Polska · Jakub Błaszczykowski 31' · Robert Lewandowski 69' | 2:0(1:0) | Białoruś | Wiesbaden, Brita-Arena Widzów: 5116 Sędzia: Peter Sippel (Niemcy) |
|                                 |                                                            |          |          |                                                                   |

Polska: Łukasz Fabiański – Łukasz Piszczek, Marcin Wasilewski, Damien Perquis (79. Dariusz Dudka), Jakub Wawrzyniak – Jakub Błaszczykowski, Eugen Polanski, Rafał Murawski (73. Tomasz Jodłowiec), Adrian Mierzejewski (60. Maciej Rybus), Sławomir Peszko (88. Janusz Gol) – Paweł Brożek (60. Robert Lewandowski).

Białoruś: Jurij Żewnow (46. Siergiej Wieriemko) – Ihar Szytau (46. Andrej Warankau), Alaksandr Martynowicz, Dmitrij Wierchowcow (46. Pawał Płaskonny), Witalij Trubiło – Siarhiej Kislak, Siarhiej Amieljanczuk, Aleksandr Kulczij, Filip Rudzik (88. Siergiej Kriwiec), Cimafiej Kałaczou – Siarhiej Karnilenka (80. Maksim Bardaczou).
| 11 listopada 2011 20:45 CET | Polska · Jakub Błaszczykowski 85' (k) | 0:2(0:1) | Włochy · 30' Mario Balotelli · 60' Giampaolo Pazzini | Wrocław, Stadion Miejski Widzów: 42 716 Sędzia: Laurent Duhamel (Francja) |
|                             |                                       |          |                                                      |                                                                           |

Polska: Wojciech Szczęsny – Łukasz Piszczek, Arkadiusz Głowacki, Damien Perquis (69. Marcin Wasilewski), Jakub Wawrzyniak – Jakub Błaszczykowski, Eugen Polanski (65. Adam Matuszczyk), Rafał Murawski (80. Dariusz Dudka), Ludovic Obraniak (56. Paweł Brożek), Sławomir Peszko (65. Adrian Mierzejewski) – Robert Lewandowski.

Włochy: Gianluigi Buffon – Ignazio Abate, Andrea Ranocchia, Giorgio Chiellini, Domenico Criscito (77. Angelo Ogbonna) – Riccardo Montolivo (62. Antonio Nocerino), Andrea Pirlo (46. Simone Pepe), Daniele De Rossi (46. Thiago Motta), Claudio Marchisio (61. Alessandro Matri) – Mario Balotelli, Giampaolo Pazzini (62. Alberto Aquilani).
| 15 listopada 2011 20:30 CET | Polska · Paweł Brożek 37' · Vilmos Vanczák 85' (sam.) | 2:1(1:0) | Węgry · 78' Tamás Priskin | Poznań, Stadion Miejski Widzów: 7000 Sędzia: Hannes Kaasik (Estonia) |
|                             |                                                       |          |                           |                                                                      |

Polska: Łukasz Fabiański – Grzegorz Wojtkowiak (84. Janusz Gol), Marcin Wasilewski, Arkadiusz Głowacki (59. Łukasz Piszczek), Marcin Komorowski – Jakub Błaszczykowski, Adam Matuszczyk (46. Rafał Murawski), Dariusz Dudka (65. Tomasz Jodłowiec), Adrian Mierzejewski (73. Ludovic Obraniak), Maciej Rybus – Paweł Brożek (66. Robert Lewandowski).

Węgry: Ádám Bogdán – József Varga, Vilmos Vanczák, Roland Juhász, Zsolt Laczkó – Vladimir Koman Jr., György Sándor (46. Tamás Hajnal), Dániel Tőzsér (46. Ákos Elek), Zoltán Gera, Balázs Dzsudzsák – Tamás Priskin (81. Róbert Feczesin).
| 16 grudnia 2011 20:30 CET | Polska · Waldemar Sobota 26' | 1:0(1:0) | Bośnia i Hercegowina | Kundu, Mardan Spor Kompleksi Widzów: 150 Sędzia: Yunus Yıldırım (Turcja) |
|                           |                              |          |                      |                                                                          |

Polska: Michał Gliwa – Piotr Celeban, Grzegorz Wojtkowiak, Marcin Kamiński, Maciej Sadlok – Tomasz Kupisz (84. Arkadiusz Woźniak), Łukasz Trałka (87. Filip Modelski), Tomasz Jodłowiec, Sebastian Mila, Waldemar Sobota (66. Szymon Pawłowski) – Maciej Jankowski (46. Arkadiusz Piech).

Bośnia i Hercegowina: Adnan Hadžić (83. Semir Bukvić) – Benjamin Čolić, Slavko Brekalo, Amer Dupovac, Vedad Šabanović (46. Srđan Stanić) – Haris Harba (67. Jasmin Mešanović), Ivan Sesar (46. Nebojša Pejić), Muamer Svraka, Zoran Kvržić (56. Duško Sakan), Emir Halilović (83. Dino Ćorić) – Nermin Haskić (78. Amer Bekić).
| 29 lutego 2012 20:45 CET | Polska | 0:0(0:0) | Portugalia | Warszawa, Stadion Narodowy Widzów: 53 179 Sędzia: Alon Yefet (Izrael) |
|                          |        |          |            |                                                                       |

Polska: Wojciech Szczęsny – Łukasz Piszczek, Marcin Wasilewski, Damien Perquis, Jakub Wawrzyniak (85. Sebastian Boenisch) – Jakub Błaszczykowski (90. Sebastian Mila), Dariusz Dudka, Eugen Polanski (81. Adam Matuszczyk), Ludovic Obraniak (82. Adrian Mierzejewski), Maciej Rybus (77. Sławomir Peszko) – Ireneusz Jeleń (67. Kamil Grosicki).

Portugalia: Rui Patrício – João Pereira, Pepe (67. Rolando), Bruno Alves, Fábio Coentrão (21. Nélson) – Raul Meireles, João Moutinho (46. Manuel Fernandes), Miguel Veloso – Nani (82. Nélson Oliveira), Hugo Almeida (66. Hélder Postiga), Cristiano Ronaldo (76. Ricardo Quaresma).
| 22 maja 2012 20:45 CEST | Polska · Artur Sobiech 82' | 1:0(0:0) | Łotwa | Klagenfurt, Hypo-Arena Widzów: 500 Sędzia: Harald Lechner (Austria) |
|                         |                            |          |       |                                                                     |

Polska: Łukasz Fabiański – Grzegorz Wojtkowiak, Marcin Wasilewski, Tomasz Jodłowiec (64. Marcin Kamiński), Sebastian Boenisch (72. Jakub Wawrzyniak) – Rafał Wolski (46. Michał Kucharczyk), Eugen Polanski, Rafał Murawski, Adrian Mierzejewski (46. Adam Matuszczyk), Kamil Grosicki – Paweł Brożek (57. Artur Sobiech).

Łotwa: Pāvels Doroševs – Oskars Kļava, Deniss Ivanovs, Kaspars Gorkšs, Ritvars Rugins – Aleksejs Višņakovs (73. Andrejs Perepļotkins), Aleksandrs Fertovs, Oļegs Laizāns (87. Alans Siņeļņikovs), Aleksandrs Cauņa, Ivans Lukjanovs (73. Vladimirs Kamešs) – Artjoms Rudņevs (78. Edgars Gauračs).
| 26 maja 2012 17:00 CEST | Polska · Damien Perquis 30' | 1:0(1:0) | Słowacja | Klagenfurt, Hypo-Arena Widzów: 734 Sędzia: René Eisner (Austria) |
|                         |                             |          |          |                                                                  |

Polska: Wojciech Szczęsny – Łukasz Piszczek, Marcin Wasilewski, Damien Perquis (69. Marcin Kamiński), Sebastian Boenisch – Jakub Błaszczykowski (63. Adrian Mierzejewski), Eugen Polanski (46. Dariusz Dudka), Rafał Murawski (46. Adam Matuszczyk), Ludovic Obraniak (80. Rafał Wolski), Maciej Rybus – Robert Lewandowski (46. Paweł Brożek).

Słowacja: Dušan Perniš – Peter Pekarík, Ľubomír Michalík, Tomáš Hubočan, Dušan Švento – Stanislav Šesták (57. Karim Guédé), Juraj Kucka (81. Roman Procházka), Marek Čech, Marek Hamšík, Erik Jendrišek (65. Michal Breznaník) – Filip Hološko (46. Marek Bakoš).
| 2 czerwca 2012 17:00 CEST | Polska · Ludovic Obraniak 13' · Robert Lewandowski 37' · Jakub Błaszczykowski 39' (k) · Marcin Wasilewski 77' (k) | 4:0(3:0) | Andora | Warszawa, Stadion Wojska Polskiego Widzów: 26 000 Sędzia: Sébastien Delferiere (Belgia) |
|                           | |          |        |                                                                                         |

Polska: Wojciech Szczęsny – Łukasz Piszczek (46. Grzegorz Wojtkowiak), Marcin Wasilewski, Damien Perquis, Sebastian Boenisch – Jakub Błaszczykowski, Eugen Polanski (79. Kamil Grosicki), Rafał Murawski (58. Dariusz Dudka), Ludovic Obraniak (58. Adrian Mierzejewski), Maciej Rybus (46. Rafał Wolski) – Robert Lewandowski (58. Artur Sobiech).

Andora: Josep Antonio Gomes – Alexandre Martínez (55. Fernando Silva), Emili García, Ildefons Lima, Marc Bernaus (62. Marc Garcia) – Cristian Martínez (73. Victor Hugo Moreira), Josep Manel Ayala, Márcio Vieira, Carlos Peppe (82. Xavier Andorrà), Sergi Moreno (84. Manel Jiménez) – Sebastián Gómez (55. Adrian Rodrigues).
| 8 czerwca 2012 18:00 CEST | Polska · Robert Lewandowski 17' · Wojciech Szczęsny 68' | 1:1(1:0)(en) | Grecja · 51' Dimitris Salpingidis · 72' Jorgos Karangunis · 35', 44' Sokratis Papastatopulos · 45+2' José Holebas · 54' Jorgos Karangunis · | Warszawa, Stadion Narodowy Widzów: 56 826 Sędzia: Carlos Velasco Carballo (Hiszpania) |
|                           |                                                         |              | |                                                                                       |

Zawodnik meczu: Robert Lewandowski
Polska: 1. Wojciech Szczęsny – 20. Łukasz Piszczek, 13. Marcin Wasilewski, 15. Damien Perquis, 2. Sebastian Boenisch – 16. Jakub Błaszczykowski (k), 7. Eugen Polanski, 11. Rafał Murawski, 10. Ludovic Obraniak, 8. Maciej Rybus (70' 22. Przemysław Tytoń) – 9. Robert Lewandowski.

Grecja: 1. Konstandinos Chalkias – 15. Wasilis Torosidis, 19. Sokratis Papastatopulos, 8. Awraam Papadopulos (37' 5. Kyriakos Papadopulos), 20. José Holebas – 18. Sotiris Ninis (46' 14. Dimitris Salpingidis), 21. Kostas Katsuranis, 2. Joannis Maniatis, 10. Jorgos Karangunis (k), 7. Jorgos Samaras – 17. Theofanis Gekas (68' 22. Kostas Fortunis).
| 12 czerwca 2012 20:45 CEST | Polska · Jakub Błaszczykowski 57' · Robert Lewandowski 60' · Eugen Polanski 82' | 1:1(0:1)(en) | Rosja · 37' Ałan Dzagojew · 60' Igor Dienisow · 75' Ałan Dzagojew | Warszawa, Stadion Narodowy Widzów: 55 920 Sędzia: Wolfgang Stark (Niemcy) |
|                            |                                                                                 |              |                                                                   |                                                                           |

Zawodnik meczu: Jakub Błaszczykowski
Polska: 22. Przemysław Tytoń – 20. Łukasz Piszczek, 13. Marcin Wasilewski, 15. Damien Perquis, 2. Sebastian Boenisch – 16. Jakub Błaszczykowski (k), 7. Eugen Polanski (85' 6. Adam Matuszczyk), 5. Dariusz Dudka (73' 18. Adrian Mierzejewski), 11. Rafał Murawski, 10. Ludovic Obraniak (90' 23. Paweł Brożek) – 9. Robert Lewandowski.

Rosja: 16. Wiaczesław Małafiejew – 2. Aleksandr Aniukow, 12. Aleksiej Bieriezucki, 4. Siergiej Ignaszewicz, 5. Jurij Żyrkow – 17. Ałan Dzagojew (79' 9. Marat Izmajłow), 7. Igor Dienisow, 6. Roman Szyrokow, 8. Konstantin Zyrianow, 10. Andriej Arszawin (k) – 11. Aleksandr Kierżakow (70' 14. Roman Pawluczenko).
| 16 czerwca 2012 20:45 CEST | Czechy · Petr Jiráček 72' · David Limberský 12' · Jaroslav Plašil 87' · Tomáš Pekhart 90+4' | 1:0(0:0)en | Polska · 22' Rafał Murawski · 48' Eugen Polanski · 61' Marcin Wasilewski · 87' Jakub Błaszczykowski · 90' Damien Perquis | Wrocław, Stadion Miejski Widzów: 41 480 Sędzia: Craig Thomson (Szkocja) |
|                            |                                                                                             |            | |                                                                         |

Zawodnik meczu: Petr Jiráček
Czechy: 1. Petr Čech (k) – 2. Theodor Gebre Selassie, 6. Tomáš Sivok, 3. Michal Kadlec, 8. David Limberský – 19. Petr Jiráček (84' 12. František Rajtoral), 17. Tomáš Hübschman, 13. Jaroslav Plašil, 18. Daniel Kolář, 14. Václav Pilař (88' 9. Jan Rezek) – 15. Milan Baroš (90' 20. Tomáš Pekhart). 

Polska: 22. Przemysław Tytoń – 20. Łukasz Piszczek, 13. Marcin Wasilewski, 15. Damien Perquis, 2. Sebastian Boenisch – 16. Jakub Błaszczykowski (k), 7. Eugen Polanski (56' 21. Kamil Grosicki), 5. Dariusz Dudka, 11. Rafał Murawski (73' 18. Adrian Mierzejewski), 10. Ludovic Obraniak (73' 23. Paweł Brożek) – 9. Robert Lewandowski.